# Delftse Studentenvereniging Nieuwe Delft
De Delftse Studentenvereniging "Nieuwe Delft", ook wel bekend als De Bolk, is een studentengezelligheidsvereniging, gesticht in 1960 en gevestigd te Delft met ongeveer 150 leden. De vereniging kende een ondervereniging Harpyia die zich richt op zeilen.

## Oprichting
De vereniging D.S.V. “Nieuwe Delft” is in 1960 opgericht vanuit het Delftsch Studenten Corps. Vanwege de verwachte explosieve groei van studenten van de babyboom na de Tweede Wereldoorlog, gingen er toentertijd stemmen op binnen het DSC om een nieuwe vereniging op te richten. De vereniging zou een vernieuwende opzet hebben, namelijk om naast een sociëteit ook een woonhuis te hebben. Verschillende toen te bouwen complexen, zoals die aan E. Du Perronlaan of aan de Jacoba van Beierenlaan werden overwogen om de D.S.V. “Nieuwe Delft” en een groot deel van haar leden te huisvesten. Uiteindelijk viel de keuze op het historische pand De Bolk. Vanuit het DSC werd een kampstaf van ruim 10 tweedejaars samengesteld, om ongeveer 30 nieuw ingeschreven eerstejaars begin september 1960 warm te maken voor de “Nieuwe Delft”. Deze 30 eerstejaars hebben na de groentijd de vereniging opgericht op 27 oktober 1960, een kleine 4 weken later dan de aanvankelijk geplande 1 oktober.

## Imago
Met als doel altijd een kleinschalige vereniging te blijven waar iedereen elkaar kende werd het streefgetal voor het aantal leden rond de 200 gesteld, waar in de 50 jaar daarna niet veel vanaf werd geweken. In de beginjaren stond de “Nieuwe Delft” bekend als zeer traditioneel en corporaal, met een strenge groentijd, en mores die nauw nageleefd werden.
Hieraan kwam echter in 1968 een einde na een aantal jaren van groeiende onvrede over de manier waarop de vereniging te werk ging. Hiermee was de “Nieuwe Delft” ook de eerste vereniging in Delft die de ontgroening volledig afschafte.

## Zeilvereniging Harpyia

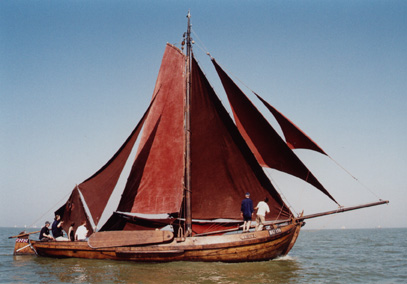
De botter Trui (BU130) met acht zeilen

In 1960 is Harpyia opgericht als ondervereniging van Nieuwe Delft. Initieel waren ze op huurboten aangewezen voor hun zeil-zwerftochten in Friesland, de botterweken op het IJsselmeer en de zeilweekends op de Kaag.
In mei 1965 kochten ze de meer dan tachtig jaar oude botter BU122, die in 1880 bij Nieuwboer in Spakenburg was gebouwd, maar de botter werd datzelfde jaar al naar de schroothoop verwezen. Op 25 december 1965 kochten ze ter vervanging BU130 met bouwjaar 1875 en gaven de naam Trui aan deze botter. Op dat moment was het schip in zeer slechte staat. In loop der jaren waren verscheidene restauratiewerken nodig. Om die te kunnen financieren werd de ‘Stichting tot Behoud van de BU130’ in 1978 opgericht, welke de Trui in haar eigendom kreeg. Met donaties en betalende zeiltochten voor toeristen en schoolkinderen haalt Harpyia budgetten binnen voor herstellingen en restauraties.
Harpyia heeft tientallen keren deelgenomen aan de jaarlijkse Visserijweek op de Zuiderzee. De visserijvereniging Workum organiseert sinds 1973 een week lang visvangst op traditionele wijze met schepen zoals jollen, botters, aken en schouwen en worden deze technieken van oudsher op deze wijze onderhouden en toegepast.

## Externe verbanden
D.S.V. “Nieuwe Delft” is aangesloten bij de VeRa, de Plaatselijke Kamer van Verenigingen te Delft bestaande uit 13 studentengezelligheids- en sportverenigingen. Verder is de Bolk deel van een verbond van gelijksoortige verenigingen in Nederland genoemd ZEUS.